# Nordrand - Borgo Nord
Nordrand - Borgo Nord (Nordrand) è un film del 1999 diretto da Barbara Albert.